# Curtia quadrifolia
Curtia quadrifolia är en gentianaväxtart som beskrevs av B. Maguire. Curtia quadrifolia ingår i släktet Curtia och familjen gentianaväxter. Inga underarter finns listade i Catalogue of Life.